# NGC 3407
NGC 3407 is een elliptisch sterrenstelsel in het sterrenbeeld Grote Beer. Het hemelobject werd op 9 april 1793 ontdekt door de Duits-Britse astronoom William Herschel.

## Synoniemen
- UGC 5978
- MCG 10-16-17
- ZWG 291.7
- PGC 32626